# Lake County, Montana
Lake County är ett administrativt område i delstaten Montana, USA. År 2010 hade countyt 28 746 invånare. Den administrativa huvudorten (county seat) är Polson. 

## Geografi
Enligt United States Census Bureau så har countyt en total area på 4 283 km². 3 869 km² av den arean är land och 414 km² är vatten. 

### Angränsande countyn
- Flathead County, Montana - nord och öst
- Missoula County, Montana - öst och syd
- Sanders County, Montana - väst